# Пуштунвалай
Пуштунва́ли (пушту پښتونولي‎; также Пахтунва́лай, или Паштунва́лай, или На́на) — образ жизни пуштунов, неписаный свод законов, философия, кодекс чести пуштунских племён. Специальные люди — «Джиргамары», наизусть знающие Пуштунвалай, собираются в случае необходимости разрешить конфликт внутри племени или между племенами. Пуштунвалай восходит к доисламской эпохе пуштун как потомков саков (туранское наследие).
Пуштунвали и законы шариата в некоторых вопросах сильно расходятся. К примеру, чтобы доказать факт супружеской измены, по шариату необходимы показания четырёх свидетелей. А в соответствии с пуштунвали, для доказательства достаточно обычных слухов, поскольку в данном случае речь идёт о чести всей семьи. Женщины в пуштунских племенах не имеют права наследовать собственность, хотя по законам Корана они могут претендовать на половину собственности мужа. Пуштунвали практикуется у пуштун Афганистана, Пакистана, а также членами пуштунских диаспор за пределами этих стран.

## Основные сведения
Пуштунвалай является древним «кодексом чести», которого придерживаются пуштуны в Афганистане и Пакистане, а также пуштунские общины по всему миру. Он представляет собой набор правил, определяющих как индивидуальное, так и социальное поведение в обществе. Пуштунвалай, как правило, общественно практикуется большинством, где преобладает пуштунское население.
Пуштунвалай охватывает древнюю традиционную, духовную и социальную идентичность пуштун, он связан с набором моральных кодексов и правил поведения, сам кодекс чести, по-видимому, сформировался ещё у их предков саков, кушан и эфталитов. Пуштунвалай способствует самоуважению, независимости, справедливости, гостеприимству, любви, прощению, мести и терпимости по отношению ко всем (особенно к незнакомцам или гостям). Главными из качеств являются гаярат — честь, имандари — правдивость, преданность истине, независимо от последствий, бадал — бесстрашие и отвага… Этим правилам пуштуны следуют наравне с законами ислама и шариата, хотя если пуштуну придётся выбирать между шариатом и Пуштунвалай, как правило, выбор всегда отдается в пользу Пуштунвалай. Свод правил пробуждает личную ответственность каждого пуштуна за свои личные действия, также каждый пуштун волен использовать Пуштунвалай по своему разумению, в рамках разумных норм.

## Кодекс чести
Пуштунвалай является неписаным законом и идеологией общества пуштун, унаследованного ими от своих предков. Он является доминирующей силой в пуштунской культуре и их самобытности. С помощью него удалось сохранить мощный диалектический баланс в социуме пуштун. По мере развития общества со временем Пуштунвалай дополнялся, претерпел различные правовые, политические, экономические и культурные изменения.
Пуштунвалай состоит из таких понятий, как Khpelwaki (самоуправление полномочиями), Sialy (равенство), джирги (собрания), Mishertob (старейшины), Ezaat (уважения всех людей), Roogha (примирение и компромиссы), Бадал (месть), Barabari (эквивалентность), Teega / Nerkh (Закон), Азиз / Azizwale (клан, обособленность), Terbor / Terborwali (регулирование племенного соперничества), Нанг (честь), Ghairat (гордость), Oogha Warkawel (сочувствие нуждающимся и помощь им), Nanawati Warkawel (предоставление убежища), Ашар (совместная кооперативная работа (кооперация племён)), Zhamena (обязательства), Melayter (меценатство), Chegha (призыв к действию), Soolah (перемирие), Nanawati (защита), а также к усердию при достижении поставленной задачи или упорство (Sabat и Isticamat) и других.

## Главные концепции из Пуштунвалай
1. Верить в Бога (известному как «Аллах» в арабском и «Худай» на пушту). Понятие веры в Единого Творца соответствует в целом исламским идеям веры в единого Бога (таухид).
2. Хорошие мысли, хорошие слова, добрые дела — пуштун должен всегда стремиться к хорошим (добрым) мыслям, говорить добрыми словами и делать добрые дела. Понятия, перенятые ещё в туранское время, в зороастрийской морали приведены в простой фразе: «добрые мысли, добрые слова, добрые дела» (Humata, Hukhta, Hvarshta в авестийском).
3. Поведение — пуштуны должны вести себя уважительно ко всем творениям Бога, включая людей, животных и окружающей среды вокруг них или природы. Загрязнение окружающей среды или её уничтожение противоречит Пуштунвалай.
4. Единство — в языке, на котором они говорят, в крови (не смешивания с другими народами), денежная (и другая) помощь друг другу, понятие, объединяющее или держащее пуштун в качестве единого этноса по всему миру. Там, где есть подлинное единство, все усилия, чтобы разъединить его, будут лишь способствовать укреплению единства у них. Что происходит с одним — бывает со всеми («Око за око, зуб за зуб»). Понятие призывающего не к равнодушию, а ко взаимной помощи друг другу в трудный час.
5. Равенство — каждый человек по отношению к другому является равным. Эта концепция возникла в необходимости развитии среди пуштун системы джирги, в которой процесс принятия решений происходит с участием всех членов общества пуштунов, понятие, способствующее рациональному подходу ко всему. Каждый человек хочет сказать своё слово, и он будет бороться за своё право иметь своё мнение, чтобы его услышали, это понятие и предоставляет данное право. Все люди должны, по этому понятию, с надлежащей вежливостью и уважением относиться друг к другу, и никто не может навязывать своей воли другому.
6. Свобода и независимость — вера в то, что свобода есть в физических, психических, религиозных, духовных, политических и экономических сферах пуштун, и они, мужчины и женщины, должны чтить её, при этом не принося вреда другому.
7. Пуштунвалай говорит, что ни один человек не имеет права диктовать своего мнения другим — даже родителям нельзя навязывать своего мнения детям.
8. Гостеприимство и святилище — быть гостеприимным для всего человечества, особенно к гостям; даже самым презираемым из врагов (если просили) предоставлялось святилище, убежище или защита, а также продовольствие и другая помощь.
9. Правосудие и прощение — если один нанёс умышленные обиды другому, то пострадавший имеет право — даже обязан — мстить за эту несправедливость в разумной эквивалентности от нанесённой обиды. Если умышленно причинили вам зло и вы не добиваетесь справедливости, и даже если правонарушитель не просит у вас за свои действия прощения, то конфликт может быть разрешён только правосудием (по решению совета джирги), по решению совета предоставляется компенсация за неправомерные действия обидчика.
10. Братство и доверие — вера в то, что брату или сестре, каждому пуштуну следует доверять и помогать настолько, насколько это возможно.
11. Честь — пуштуны должны сохранять свою независимость и человеческое достоинство. Честь имеет большое значение в обществе пуштун, и большинство других указов и кодексов жизни направлены к сохранению своей чести и гордости.
12. Самоуважение — люди должны уважать себя и других. Уважение начинается с дома, среди членов семьи и родственников.
13. Сострадание и сотрудничество — бедным, слабым и немощным должна быть оказана помощь и поддержка. Понятие направлено на то, чтобы защитить от произвола и угнетения беспомощных людей.
14. Семья — семья как священный социум, ответственный, со своими обязанностями по отношению к жене, дочерям, старейшине, родителям, сыновьям и мужу.
15. Мы одна семья — соплеменнику пуштуну должна быть оказана помощь. Все племена имеют одну общую судьбу и они должны быть в союзе друг с другом.
16. Знание — пуштуны должны добиваться объективных знаний в жизни, искусстве, науке и культуре, которые считаются плодами, предоставленными Богом к пользованию.
17. Пуштунская история — великое значение придаётся истории пуштун, со всеми её трагедиями и победами. Она учит пуштун «держать разум открытым, чтобы продолжить поиск истины, большая часть которой исчезла в истории».
18. Бороться со злом — добро постоянно находится в состоянии войны со злом. Зло должно быть повержено и добро должно превалировать над злом. Это долг пуштуна — борьба со злом в различной его форме, когда он становится перед ним лицом к лицу.
19. Честность и Клятва (Обещание) — пуштуны выполняют свои обещания и должны быть честными во всех ситуациях и в любом месте. Истина пуштун — не нарушать своего обещания или клятвы, к которой они относятся свято.
20. Гостеприимство — пуштуны должны относиться ко всем гостям и людям, которые входят в дом, с большим уважением и всегда, когда придут гости, говорят: «Mailma de Khudai milgareh deh» («Гость — это Божий друг»). Так сделаем гостя счастливым, сделаем Бога тоже счастливым! Так что, делая вашего гостя счастливым, вы автоматически делаете и Бога счастливым.

## Основные понятия Пуштунвалай
Концепции приведены ниже на языке пушту. Первые четыре концепции основные в Пуштунвалай.
1. Мелмастия (гостеприимство) — демонстрировать своё радушие всякому гостю вне зависимости от его статуса, расы, религии или национальности, не ожидая получить взамен награды или благосклонности. Пуштун с готовностью может укрыть в своём доме даже кровного врага, если тот об этом попросит. Однако, в свою очередь, такой гость должен в будущем ответить хозяину тем же. Пуштуны очень многими считаются самым гостеприимным народом в мире, и пуштун пойдет на многое, чтобы показать своё гостеприимство, причём настолько, что даже врагам порой оказывались, как к очень уважаемым гостям, высокие почести.
2. Бадаль (справедливость/месть) — искать справедливость, мстить обидчику. Всё равно, когда была нанесена обида — вчера или тысячу лет назад. Пока жив нечестивец — это не имеет значения. Справедливость по законам пуштунов — вещь тонкая и требует совершенствования: ведь даже безобидная насмешка (или «паигхор») считается оскорблением, которое может быть смыто только кровью обидчика (а если его нет поблизости — отвечать за него придётся ближайшему родственнику по мужской линии). Это, в свою очередь, зачастую приводит к межплеменному кровопролитию, которое может продолжаться веками и привести к сотням жертв. Хотя, зачастую, кровные обиды могут быть улажены и другими способами.
3. Нанауатэх (приют, убежище) — предоставить убежище и защиту человеку от его врагов. Защищать его любой ценой. Этот закон может быть также использован членами побеждённого рода, посещающими дом своих победителей, чтобы просить прощения или перемирия. Это специфический вид «сдачи на милость победителя». Является своеобразной формой «рыцарского» кодекса. Более известным примером этого понятия из кодекса стал старшина ВМФ Марк Луттрелл, единственный оставшийся в живых член ВМС США команды SEAL, которая попала в засаду талибов. Луттрелл скрывался от талибов в течение нескольких дней перед тем, как один пуштун из племени сабрай увидел его и помог ему. Он был доставлен в деревню и охранялся племенным вождём, вскоре доставившим его американским войскам.
4. Змека (Земля) — каждый пуштун должен защитить свою землю / имущество от вторжений, где бы он или она ни проживали.
5. Нанг (Честь) — сородичи, должны соблюдать честь друг друга, как в обществе так и в семье. Сохранение чести предполагает защиту своей семьи и своей независимости, отстаивая при этом культурные и религиозные потребности.
6. Намус (Честь женщины) — пуштуны должны защищать честь женщин любой ценой, защищать женщин от всех опасностей.
7. Хеуад (нация) — любовь и уважение к своей нации в культуре пуштунов — не просто важная её часть — она просто естественна, неотъемлема. Пуштун всегда испытывает чувство долга перед своей нацией, а также должен стремиться к поступкам, улучшающим её. Пуштун убеждён в своей обязанности защищать свою страну, Паштара (или «Паштун-хва» — в современном разговорном языке пуштунов), от любого врага, интервента. Защита нации означает также защиту чести, ценностей, культуры, традиций, соотечественников.
8. Дод-пасбани (защита культуры пуштунов) — это обязательство для пуштун защитить свою культуру от различных моральных разложений и распада (как физического так и морального (культурного)). Пуштунвалай говорит, что в целях успешного выполнения этого завета, пуштуны должны сохранить свой язык, пашто, а пашто является основным источником культуры пуштун, и соблюдение этого понятия не только важно, но необходимо. Неумение говорить на пашто часто трактуется пуштунским обществом как неспособность понимать пуштунскую культуру, ценности, этику, историю и общество.
9. Тохм-пасбани (Сохранение чистоты крови) — пуштуны должны выбирать в качестве брачного партнёра человека своего племени, то есть пуштуна (пуштунку), но не человека другой нации. Это проистекает из общего убеждения, что «полупуштун» не сохраняет пуштунского языка, культуры и теряет физические особенности, присущие пуштунам (см. индо-афганская раса).
10. Дэ-Паштунвалай-Парауано (придерживаться кодекса Пуштунвалай) — чтобы предотвратить превращения своих наследников в так называемых «даравнд» (непуштунов), пуштун должен придерживаться в жизни национальной культуры, не забывать своих родственников, продлевать свой род. Те, кто отказываются следовать этому пути, рискуют быть изгнанными пуштунским обществом.

## Второстепенные понятия из Пуштувалай
1. Лашкар — войско племени. Войско подчиняется джирге.
2. Джирга или Лоя-Джурга — собрание старейшин племён, созываемое по различным причинам: провозглашение войны, заключение перемирия, событий внутриплеменного характера и т. п.
3. Цалвешти (څلويښتی) — производное от слова сорок, это относится к племенным силам, которые будут осуществлять решения джирги. Каждый сороковой человек из племени будет членом племенной силы, которая осуществляет решение джирги. Shalgoon — это полномочия, которыми располагают люди из числа двадцати.
4. Бадрагга — эскорт для защиты, состоящий из членов племени, через чью территорию пролегает путь путешественников. Если Бадрагга нарушает законы — начинается межплеменная вражда и кровопролитие.
5. Хамсая — группа людей, не относящаяся к пуштунской национальности, которая может примкнуть к пуштунскому племени в поисках защиты. Группа пуштунов-защитников называется «наик». Любое нападение на хамсая считается нападением на защитника.
6. Млатар (ملاتړ) — в буквальном смысле, привязав сзади или «поддержка». Это относится к тем членам племени, которые ведут борьбу фактически от имени своих лидеров.
7. Нага — дань, размер которой определяет совет старейшин и которую он может возложить на племя, нарушившее закон.
8. Рога — урегулирование споров между враждующими фракциями. Также поселение, вокруг которого может разгореться спор между враждующими племенами/кланами.
9. Худжра — общепринятое место, где спят или сидят мужчины в деревне. Гостям и неженатым молодым мужчинам спать положено в худжре.
10. Lokhay Warkawal — буквально означает предоставление крова (защиты). Идея состоит в том, что племя будет делать всё, чтобы защитить человека от врага.